# Hadena altamira
Hadena altamira är en fjärilsart som beskrevs av Charles Boursin 1962. Hadena altamira ingår i släktet Hadena och familjen nattflyn. Inga underarter finns listade i Catalogue of Life.